# Фурмето
Фурмето́ (фр. Fourmetot) — колишній муніципалітет у Франції, у регіоні Нормандія, департамент Ер. Населення — 629 осіб (2011).
Муніципалітет був розташований на відстані близько 145 км на північний захід від Парижа, 39 км на захід від Руана, 60 км на північний захід від Евре.

## Історія
До 2015 року муніципалітет перебував у складі регіону Верхня Нормандія. Від 1 січня 2016 року належав до нового об'єднаного регіону Нормандія.
1 січня 2019 року Фурмето, Сент-Уан-де-Шам i Сен-Тюр'ян було об'єднано в новий муніципалітет Ле-Перре.

## Демографія
Динаміка населення (INSEE ):
Розподіл населення за віком та статтю (2006):
| Стать | Всього | До 15 років | 15-24 | 25-44 | 45-64 | 65-85 | Понад 85 |
| --- | ------ | ----------- | ----- | ----- | ----- | ----- | -------- |
| Чоловіки | 344    | 92          | 40    | 112   | 64    | 32    | 4        |
| Жінки | 312    | 60          | 24    | 108   | 56    | 64    | 0        |
| \| Статево-вікова піраміда \| Статево-вікова піраміда \| Статево-вікова піраміда \| \| ----------------------- \| ----------------------- \| ----------------------- \| \| Чоловіки \| Вік \| Жінки \| \| 4 \| 85 + \| 0 \| \| 8 \| 80-84 \| 12 \| \| 8 \| 75-79 \| 16 \| \| 12 \| 70-74 \| 24 \| \| 4 \| 65-69 \| 12 \| \| 0 \| 60-64 \| 0 \| \| 8 \| 55-59 \| 20 \| \| 24 \| 50-54 \| 4 \| \| 32 \| 45-49 \| 32 \| \| 52 \| 40-44 \| 44 \| \| 20 \| 35-39 \| 20 \| \| 16 \| 30-34 \| 28 \| \| 24 \| 25-29 \| 16 \| \| 20 \| 20-24 \| 8 \| \| 20 \| 15-20 \| 16 \| \| 40 \| 10-14 \| 12 \| \| 24 \| 5-9 \| 24 \| \| 28 \| 0-4 \| 24 \| |        |             |       |       |       |       |          |
| Статево-вікова піраміда |        |             |       |       |       |       |          |
| Чоловіки | Вік    | Жінки       |       |       |       |       |          |
| 4 | 85 +   | 0           |       |       |       |       |          |
| 8 | 80-84  | 12          |       |       |       |       |          |
| 8 | 75-79  | 16          |       |       |       |       |          |
| 12 | 70-74  | 24          |       |       |       |       |          |
| 4 | 65-69  | 12          |       |       |       |       |          |
| 0 | 60-64  | 0           |       |       |       |       |          |
| 8 | 55-59  | 20          |       |       |       |       |          |
| 24 | 50-54  | 4           |       |       |       |       |          |
| 32 | 45-49  | 32          |       |       |       |       |          |
| 52 | 40-44  | 44          |       |       |       |       |          |
| 20 | 35-39  | 20          |       |       |       |       |          |
| 16 | 30-34  | 28          |       |       |       |       |          |
| 24 | 25-29  | 16          |       |       |       |       |          |
| 20 | 20-24  | 8           |       |       |       |       |          |
| 20 | 15-20  | 16          |       |       |       |       |          |
| 40 | 10-14  | 12          |       |       |       |       |          |
| 24 | 5-9    | 24          |       |       |       |       |          |
| 28 | 0-4    | 24          |       |       |       |       |          |

## Економіка
2010 року серед 421 особи працездатного віку (15—64 років) 320 були активними, 101 — неактивною (показник активності 76,0%, у 1999 році було 76,1%). З 320 активних мешканців працювало 295 осіб (162 чоловіки та 133 жінки), безробітними було 25 (14 чоловіків та 11 жінок). Серед 101 неактивної 32 особи були учнями чи студентами, 45 — пенсіонерами, 24 були неактивними з інших причин.

У 2010 році в муніципалітеті числилось 254 оподатковані домогосподарства, у яких проживали 609,0 особи, медіана доходів виносила 18 740 євро на одного особоспоживача